# 弗蘭肯斯坦 (密蘇里州)
弗蘭肯斯坦（英語：Frankenstein）是位於美國密蘇里州歐塞奇縣的非建制地區。

## 歷史
弗蘭肯斯坦的郵局於1893年設立，其後於1921年停運。

## 地理
弗蘭肯斯坦所處的海拔為高於海平面240米（即787英呎），而該地所採用的時區為UTC-6，即北美中部時區（CST）。同時該地設有夏令時間，為UTC-6調快一小時，即UTC-5（CDT）。